# Plantago princeps
Plantago princeps är en grobladsväxtart som beskrevs av Adelbert von Chamisso och Schltdl.. Plantago princeps ingår i släktet kämpar, och familjen grobladsväxter.

## Underarter
Arten delas in i följande underarter:
- P. p. anomala
- P. p. laxifolia
- P. p. longibracteata

## Bildgalleri

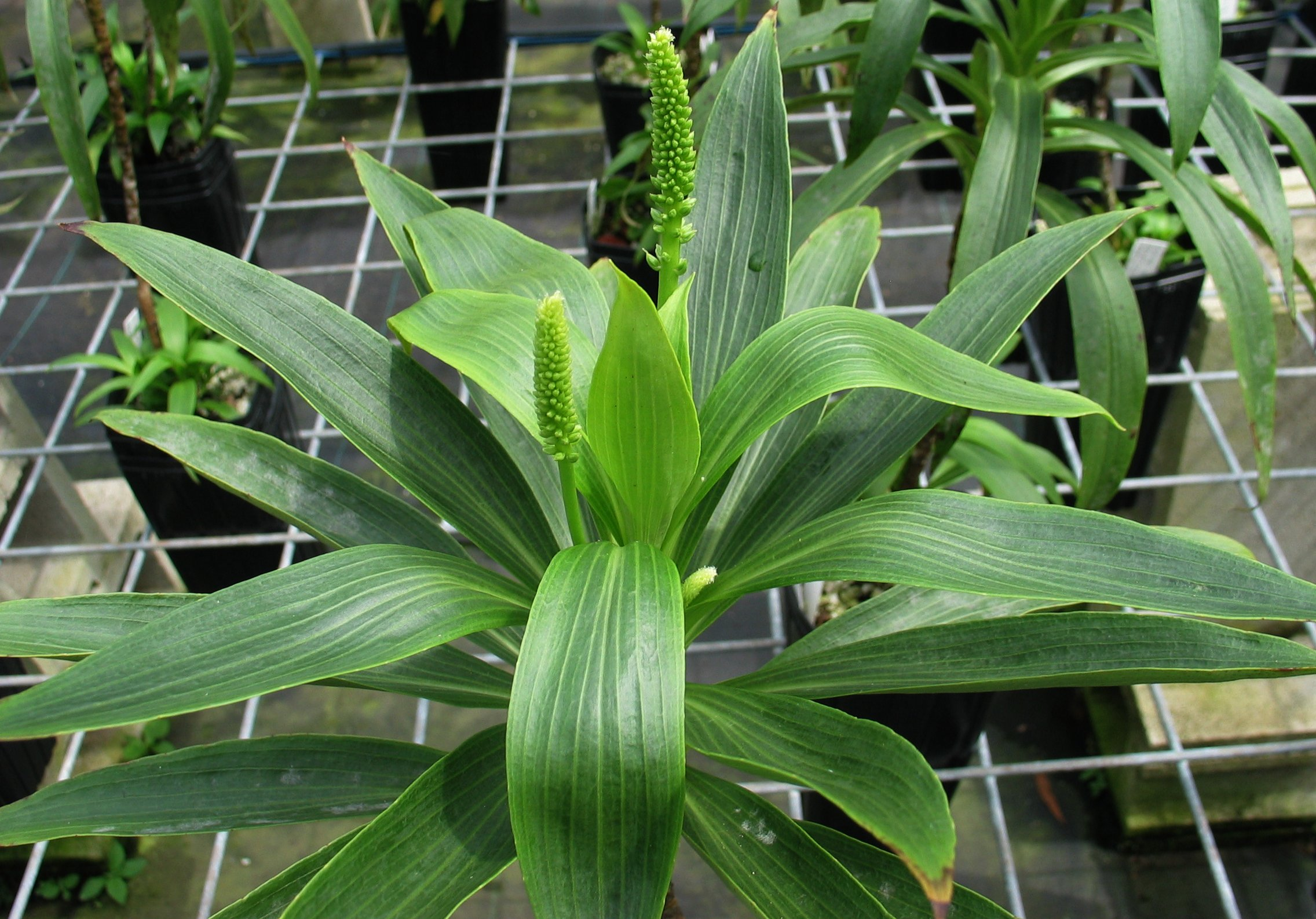
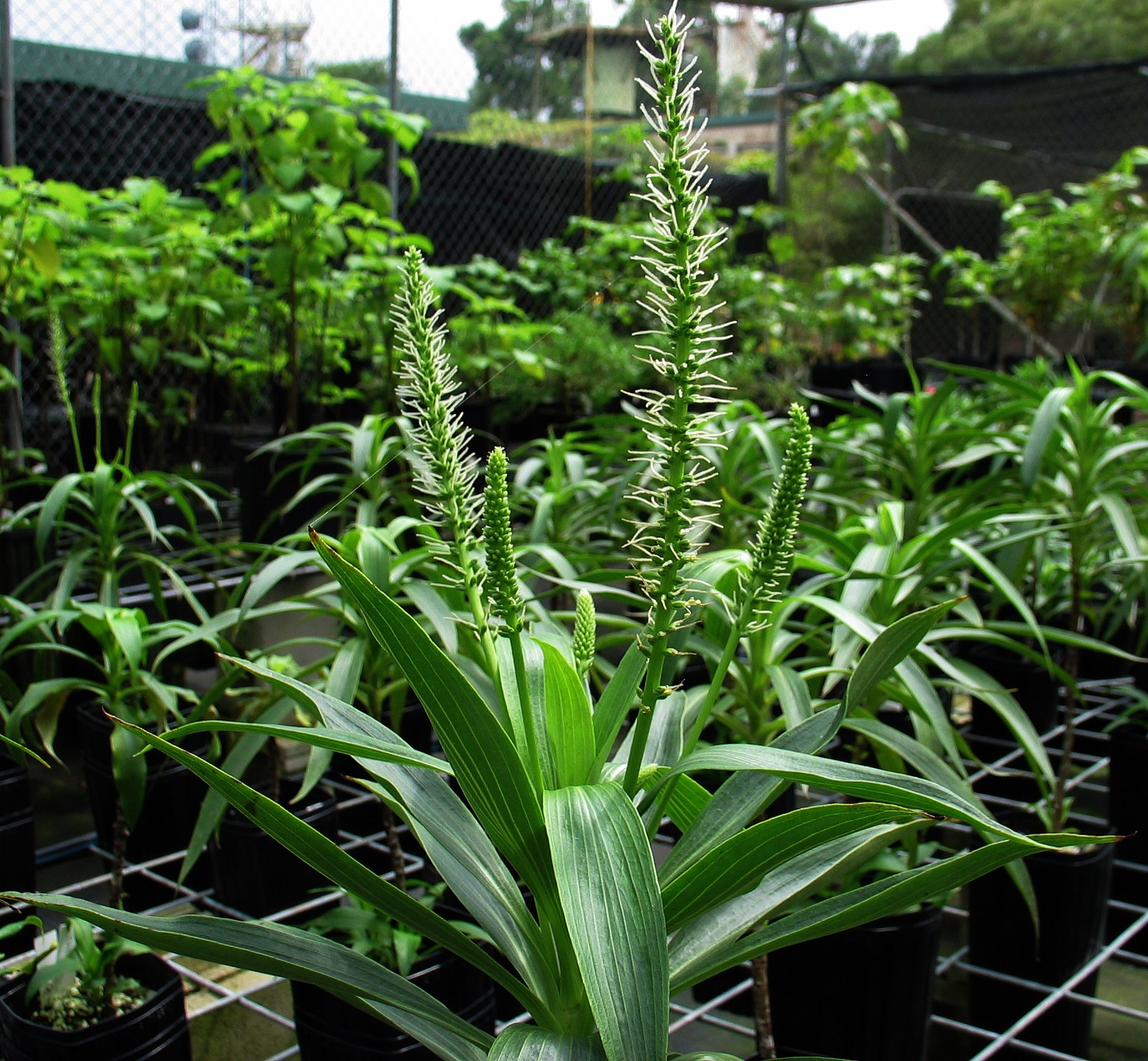